# Serock
Serock ist eine Stadt im Powiat Legionowski der Woiwodschaft Masowien in Polen. Sie ist Sitz der gleichnamigen Stadt-und-Land-Gemeinde mit 15.363 Einwohnern (Stand 31. Dezember 2020).

## Geographie
Die Stadt liegt 40 Kilometer nördlich des Stadtzentrums von Warschau in einem Knie des Narew. Östlich der Stadt mündet der Bug in den Narew.

## Geschichte
Serock erhielt 1417 die Stadtrechte nach Kulmer Recht. Diese wurde in russischer Zeit aberkannt und durch die Zweite Polnische Republik 1923 wieder erteilt. Serock war Sitz der Landgemeinde Zegrze, die 1954 in Gromadas aufgelöst wurde. Aus diesen wurde 1973 die Landgemeinde Serock gebildet. Stadt- und Landgemeinde wurden 1990/1991 zur Stadt-und-Land-Gemeinde zusammengelegt.
Das Gebiet gehörte bis 1975 zur Woiwodschaft Warschau. Es kam dann bis 1998 zur stark verkleinerten Woiwodschaft gleichen Namens, der Powiat wurde in dieser Zeit aufgelöst. Zum 1. Januar 1999 kam die Gemeinde zur Woiwodschaft Masowien und zum Powiat Legionowski.

## Gliederung
Zur Stadt-und-Land-Gemeinde (gmina miejsko-wiejska) Serock mit einer Fläche von nahezu 109 km² gehören die Stadt selbst und 28 Dörfer mit Schulzenämtern.

## Verkehr
In Serock kreuzen sich die Landesstraßen DK61 und DK62.

## Persönlichkeiten
- Friedhilde Krause (1928–2014), Slawistin, Bibliothekarin und Generaldirektorin der Deutschen Staatsbibliothek in Ostberlin; geboren in Serock.